# Jakovljev Jak-25
Jakovljev Jak-25 (NATO oznaka Flashlight-A/Mandrake) je bil dvomotorni podzvočni prestreznik/izvidnik, ki ga je razvil sovjetski Jakovljev. Prvi let prototipa z oznako "Jak-120" je bil 19. junija 1952.
Jak-25 je bil oborožen z dvema avtomatskima topovoma Nudelman N-37. Kasneje, leta 1955 in 1956, so na verziji Jak-25M začeli testirati rakete zrak-zrak. Leta 1959 so razvili izvidniško različico Jak-25RV (Razvedčik Visotnij), razvili so tudi bombniško različico Jak-26, ki pa ni bila uspešna, zgradili so samo 9 primerkov. Leta 1961 so nekaj letal Jak-25 predelali v brezpilotne leteče tarče.
Jak-25 je imel veliko težav, na veliki višini je imel težave z motorji in vibracijami, zastarela je bila tudi oprema letala.

## Specifikacije (Jak-25)
Splošne karakteristike
- Posadka: 2
- Dolžina: 15,67 m (51 ft 5 in)
- Razpon kril: 10,94 m (35 ft 10 in)
- Višina: 4,4 m (14 ft 5 in)
- Površina kril: 28,94 m² (311,51 ft²)
- Teža praznega letala: 5675 kg (12510 lb)
- Naložena teža: 8675 kg (19125 lb)
- Maks. vzletna teža: 9450 kg (29760 lb)
- Pogon letala: 2 × Mikulin AM-5 (RD-5A) turboreaktivna motorja, 23 kN (5000 lbf) vsak

 Zmogljivost 
- Maks. hitrost: 1090 km/h (680 mph)
- Doseg: 2700 km z zunanjimi rezervoraji (1687 milj)
- Višina leta: 15200 m (50000 ft)
- Hitrost vzpenjanja: 30 m/s (5960 ft/min)
- Obremenitev kril: 327 kg/m² (67 lb/ft²)
- Razmerje potisk/teža: 0,53

Oborožitev

- Topovi: 2× 37 mm Nudelman NL-37 topova (vsak s 50 naboji)

## Zunanje pvoezave
- Yak-25 na Ugolok Neba - opis v ruščini in slike